# Leptynis monticola
Leptynis monticola är en insektsart som beskrevs av Jacobi 1921. Leptynis monticola ingår i släktet Leptynis och familjen spottstritar. Inga underarter finns listade i Catalogue of Life.